# Kreis Locarno
Der Kreis Locarno bildet zusammen mit den Kreisen Gambarogno, Isole, Melezza, Navegna, Onsernone und Verzasca den Bezirk Locarno des Schweizer Kantons Tessin. Der Sitz des Kreisamtes ist in Locarno.

## Gemeinden
Der Kreis setzt sich aus folgenden Gemeinden zusammen:
| Wappen   | Name der Gemeinde | Einwohner 31. Dezember 2023 | Fläche in km² | BFS-Nr. |
| -------- | ----------------- | --------------------------- | ------------- | ------- |
| Locarno  | Locarno           | 16'394                      | 18,91         | 5113    |
| Muralto  | Muralto           | 2587                        | 0,59          | 5120    |
| Orselina | Orselina          | 699                         | 1,94          | 5121    |